# Archodonata
Los arcodonatos (Archodonata, gr. "odonatos antiguos") son un orden extinto de insectos paleópteros del Paleozoico que a veces se incluye en los Odonata. Eran relativamente pequeños, con alas reducidas.

## Taxonomía
Los arcodonatos incluyen tres familias:
- Familia Diathemidae Sinichenkova, 1980 †
- Familia Permothemidae Martynov, 1935 †
- Familia Permothemistidae Sinichenkova, 1980 †